# Љубав живи
Љубав живи је четрнаести студијски албум Светлане Цеце Ражнатовић који је издат за Miligram Music 17. јуна 2011.

## О албуму
После подизања оптужнице против Цеце крајем марта 2011. године, информација о томе да је Цеца снимила нови албум у тајности је одјекнула како у читавој Србији тако и у региону а и шире. Продаја албума је кренула 30.05.2011. године продајом песме Штета за мене путем сајта Милиграм мјузика. Продаја ЦД-а је почела 17.06.2011. године. Албум Љубав живи је специфичан по томе што се на њему није налазила Цецина слика већ је писало само Милиграм - Цеца - Љубав живи. Иако албум није имао никакву кампању овај албум је на првом месту на топ листама о продаји дискова током 2011. и 2012. године.
Албум је продат у тиражу од 150 000 примерака.

## Списак песама
На албуму се налазе следеће песме:
| Бр. | Назив                | Текст                                               | Музика           | Аранжман                            | Трајање |
| --- | -------------------- | --------------------------------------------------- | ---------------- | ----------------------------------- | ------- |
| 1.  | Расуло               | Марина Туцаковић, Љиљана Јорговановић               | Александар Милић | Александар Милић                    | 04:34   |
| 2.  | Хајде                | Марина Туцаковић                                    | Александар Милић | Александар Милић, Иван Милосављевић | 03:05   |
| 3.  | Штета за мене        | Марина Туцаковић, Љиљана Јорговановић               | Александар Милић | Александар Милић                    | 03:58   |
| 4.  | Играчка самоће       | Марина Туцаковић, Љиљана Јорговановић               | Александар Милић | Александар Милић                    | 04:34   |
| 5.  | Она                  | Марина Туцаковић, Љиљана Јорговановић               | Александар Милић | Александар Милић, Иван Милосављевић | 03:53   |
| 6.  | Није ми добро        | Марина Туцаковић, Гордана Урек, Љиљана Јорговановић | Александар Милић | Александар Милић                    | 04:04   |
| 7.  | Хвата ме             | Марина Туцаковић, Љиљана Јорговановић               | Александар Милић | Александар Милић                    | 03:40   |
| 8.  | Све што имам и немам | Марина Туцаковић                                    | Александар Милић | Александар Милић                    | 04:14   |
| 9.  | Љубав живи           | Александар Милић                                    | Александар Милић | Александар Милић                    | 03:52   |

## Информације о албуму
- Продуцент: Александар Милић
- Главни програмер, гитаре, бас гитаре: Иван Милосављевић
- Клавијатуре: Јовица Смрзлић
- Акустичне и електричне гитаре: Ненад Бојковић
- Бубањ: Александар Петровић
- Пратећи вокали: Ивана Петерс, Александар Милић
- Кавали, фруле: Небојша Брдарић
- Бузуки: Петар Трумбеташ
- Хармоника: Владимир Миленковић
- Тромбони: Иван Илић
- Трубе: Страхиња Бановић
- Снимано у музичком студију "Miligram" 2010-2011
- Дизајн звука: Иван Милосављевић
- Премикс: Иван Милосављевић
- Микс: Синиша Кокерић, Иван Милосављевић
- Миксано у студију "ПРИНЦ" 2011
- Mastering: James Cruz (New York)
- Дизајн: Омар Сарачевић

## Спотови
- Расуло

Текст-спотови:
- Расуло

- Хајде

- Штета за мене

- Играчка самоће

- Она

- Није ми добро

- Хвата ме

- Све што имам и немам

- Љубав живи